# Arturo Souto Feijoo

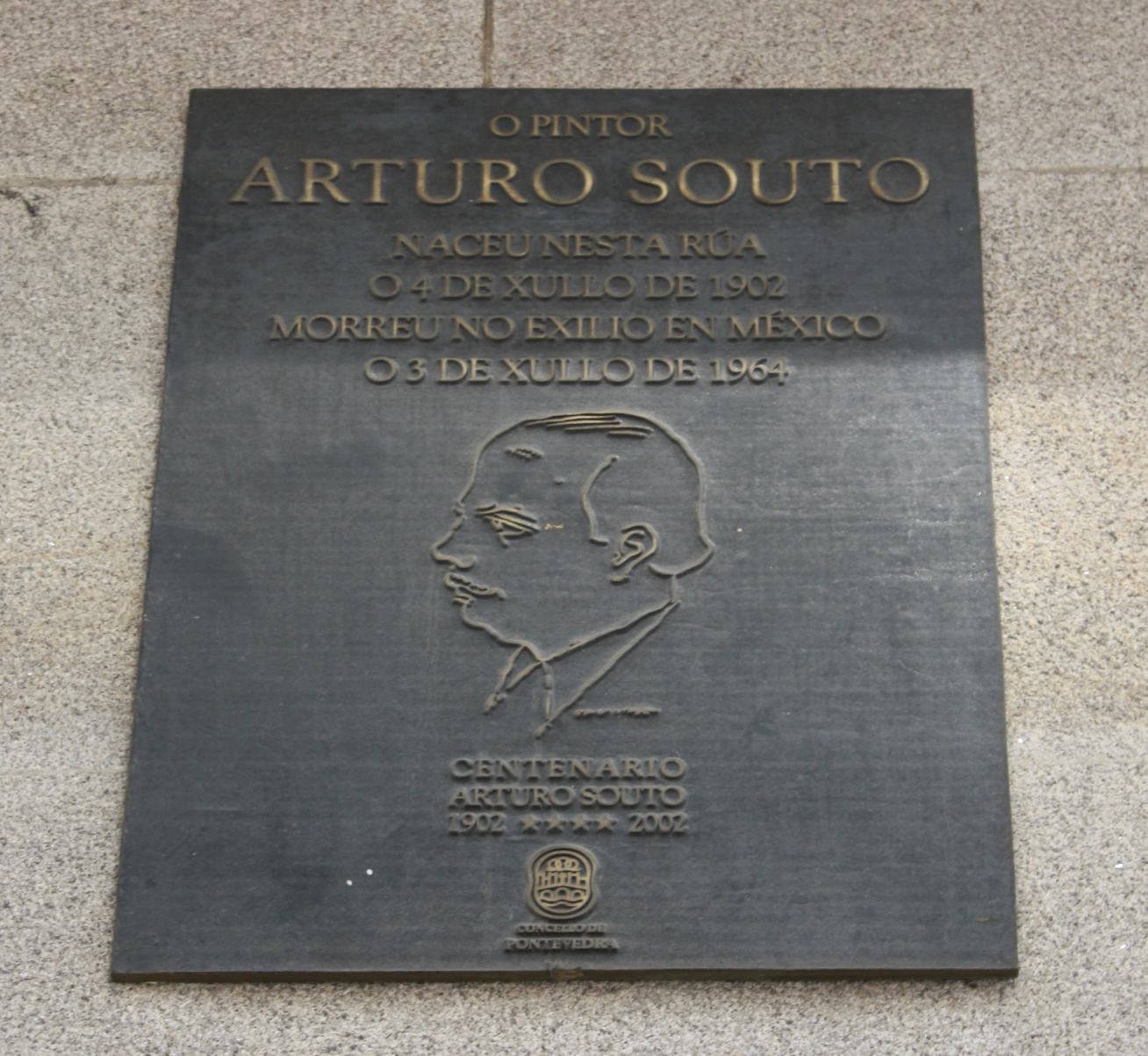
Placa al carrer de Pontevedra on va néixer Arturo Souto

Arturo Souto Feijoo (Pontevedra, 4 de juliol de 1902 - Mèxic, 3 de juliol de 1964) fou un pintor gallec. Col·laborador de la revista Blanco y Negro entre 1931 i 1932, va desenvolupar part de la seva obra a l'exili a Mèxic.